# KZ Gornja Rijeka
Das KZ Gornja Rijeka war während des Zweiten Weltkriegs ein Konzentrationslager der kroatischen Ustascha in Gornja Rijeka bei Krizevci im kurz zuvor gegründeten faschistischen Unabhängigen Staat Kroatien (NDH). Es war 1942 als spezielles KZ für Kinder bis 16 Jahre konzipiert, besonders für serbische, aber auch jüdische Kinder, und wurde erst durch den Einmarsch deutscher und italienischer Truppen in Jugoslawien 1941 ermöglicht. Zum Teil waren jedoch auch Serbinnen interniert.

## Geschichte
Koordinaten: 46° 1′ 0″ N, 16° 33′ 0″ O
Am 25. November 1941 erließ der Poglavnik (kroatisch: Führer) Ante Pavelić, die Gesetzanordnung Nr. CDXXIX-2101-Z-1941, die vom Minister für Justiz und Religion Mirko Puk unterschrieben wurde. Sie erlaubte die gewaltsame Einweisung missliebiger Personen in Konzentrationslager (KZ). Wenige Monate zuvor wurde mit dem Bau des Zentrallagers begonnen. Am 12. Juli 1942 wurden drei Kinderlager als Außenlager des KZ Jasenovac fertiggestellt. Dies waren das KZ Sisak, das KZ Jastrebarsko sowie das KZ Gornja Rijeka, das in einem verlassenen Schloss als kleinstes der drei Lager errichtet wurde. Die Obergewalt über sämtliche Lager des Jasenovac-Komplexes und damit auch über Gornja Rijeka besaß Vjekoslav Luburić, genannt Maks, ein Angehöriger der Ustascha, dem Pavelić die Vollmacht über die Lager verliehen hatte. 
Das KZ Gornja Rijeka wurde als Djecji dom za izbeglicku Djecu („Kinderheim für Flüchtlingskinder“) gegründet. Auf Anraten der deutschen Bündnispartner sowie aufgrund der öffentlichen Meinung erlaubte die Ustascha-Führung den Abtransport einiger serbischer und jüdischer Kinder, die sich mit ihren Eltern im KZ Jasenovac befunden hatten, und gründete für sie Kinderheime. Um den Aktionen den Schein von Humanität zu verleihen, wurde das Rote Kreuz sowie das Ministarstvo za udružbu, die Abteilung für soziale Fürsorge des Ministeriums für Gesellschaftsfragen, mit der Versorgung der Lager betraut. Der erste Kindertransport erreichte Gornja Rijeka am 24. Juni 1942. In den nächsten Tagen wurden weitere Kinder aus Jasenovac und dem KZ Stara Gradiška nach Gornja Rijeka deportiert. Die Lagerführung bestand aus der Ustaška mladež, der Ustascha-Jugend. Von Beginn an herrschte Typhus im Lager. Die Epidemie konnte nicht gestoppt werde, sodass das Lager Mitte August aufgelöst wurde. Mit Hilfe des Roten Kreuzes wurden 50 Kinder in die Krankenhäuser nach Zagreb verlegt, 150 weitere Kinder in das KZ Jasterbarsko. Rund 140 Kinder starben im Lager. Nach Angaben der Humanistin Diana Budisavljević, sollen von den 400 im Lager untergebrachten Kindern mehr als die Hälfte gestorben sein.